# Phanotea ceratogyna
Phanotea ceratogyna là một loài nhện trong họ Zoropsidae.
Loài này thuộc chi Phanotea. Phanotea ceratogyna được Charles E. Griswold miêu tả năm 1994.